# Aoyama-Gakuin-Universität
Die Aoyama-Gakuin-Universität (japanisch 青山学院大学, Aoyama gakuin daigaku; kurz: Aoyama, Aogaku, AGU) ist eine Universität in Shibuya, Tokio mit angeschlossenen Schulen.

## Geschichte
Die Universität ist Teil eines Schulsystems, das vom Kindergarten bis zum Promotionsstudium alle Altersstufen abdeckt. Die Ursprünge der Universität liegen in der Gründung von Schulen durch methodistische Missionare 1874. Die eigentliche gesetzliche Universität besteht seit 1949.
Die Aoyama-Gakuin-Universität hat ihren Ursprung in drei Universitäten: eine Grundschule für Mädchen, die 1874 in Azabu von der amerikanischen Missionarin Dora E. Schoonmaker (1851–1934) durch die Vermittlung von Tsuda Sen (1837–1908), einem Agrarwissenschaftler in Sakura-Clans, gegründet wurde; eine Kokyo-Schule, die 1878 in Tsukiji von Julius Soper durch die Namensgebung und Vermittlung von Tsuda Sen gegründet wurde; und ein theologisches Seminar (Bikai-Seminar), das 1879 von Robert S. McCray in Yamate-cho, Yokohama, gegründet wurde.

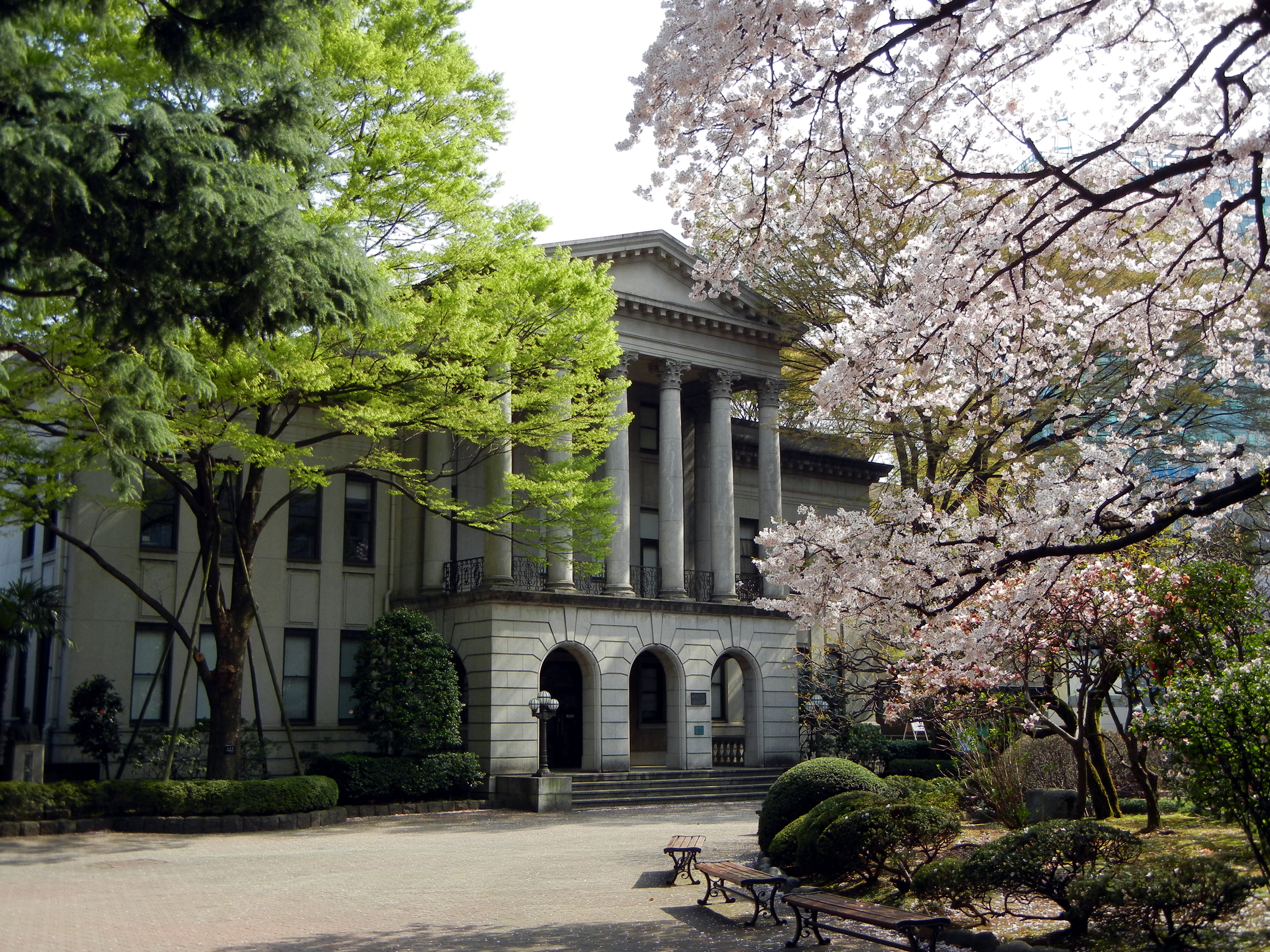
Majima Memorial Hall

Im Jahr 1881 schlossen sich die Kokyo-Schule und das Bikai-Seminar durch die Bemühungen von Tsuda Sen, Wada Masai, Kikuchi Takuhei, Motoyoshi Yujiro, Ikushima Kan, Kurimura Saehachi und anderen zur Tokyo English School zusammen. 1883 wurde die Schule dank der Spende von John F. Goucher an den ehemaligen Standort der Kaitakushi Experiment Station in Aoyama Minami-cho 7-chome, Akasaka-ku, verlegt und in „Tokyo Eiwa Gakko“ umbenannt.
1894 wurde die Schule von Yoichi Honda in Aoyama Gakuin umbenannt, und die theologische Abteilung und die allgemeine Abteilung wurden gegründet. 1904 wurden die theologische Abteilung, die Oberschulabteilung und die Abteilung für englische Literatur der Aoyama Jogakuin als Berufsschulen nach dem alten System genehmigt. 1944 wurde das „Aoyama Gakuin Technical College“ gegründet. 1949 wurde die „Aoyama-Gakuin-Universität“ als neue Universität mit der Fakultät für Literatur, der Fakultät für Handel und der Fakultät für Ingenieurwesen gegründet. 2020 ist sie eine umfassende Universität mit 11 Fakultäten und 12 Graduiertenschulen.

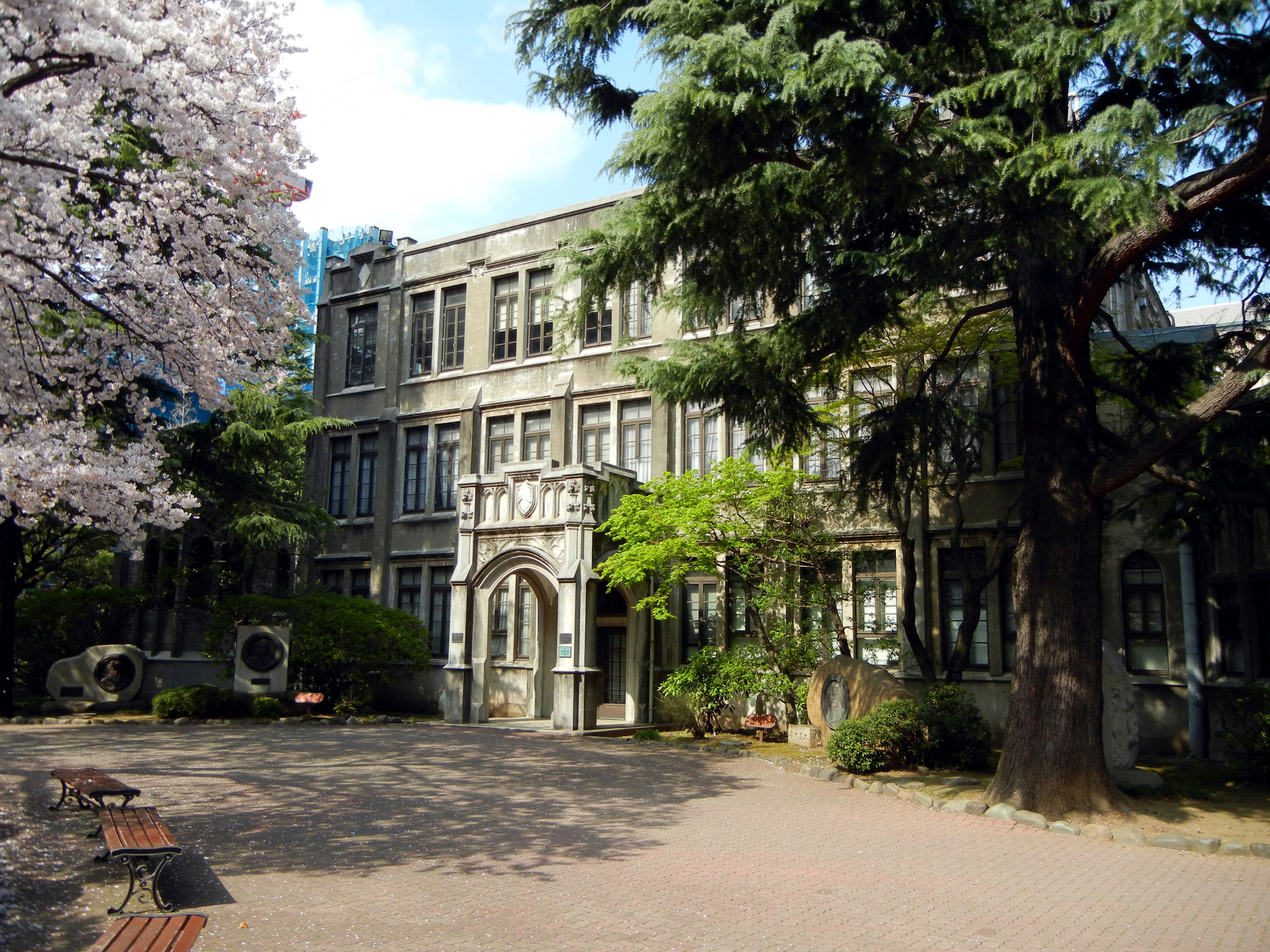
Berry Hall

## Fakultäten

### Grundstudium (Bachelor-Programme)
- Fakultät für Betriebswirtschaft (BWL)
- Fakultät für Wirtschaftswissenschaft (VWL)

- Fakultät für Internationale Politik und Wirtschaft
  - Fachbereich Internationale Politik
  - Fachbereich Internationale Wirtschaft
  - Fachbereich Internationale Kommunikation

- Juristische Fakultät
  - Fachbereich Rechtswissenschaft
  - Fachbereich Menschenrechte

- Fakultät für Philologie
  - Fachbereich Geschichte

- Fakultät für Naturwissenschaften und Ingenieurwissenschaften
- Fakultät für soziale Informatik

### Graduiertenprogramme (Master- und Doktoratsprogramme)
- Graduate School für Literatur
- Graduate School für Psychologie und Philosophie
- Graduate School für Wirtschaftswissenschaft
- Graduate School für Rechtswissenschaft
- Graduate School für Betriebswirtschaft
- Graduate School für Internationale Politik, Wirtschaftswissenschaft and Kommunikation
- Graduate School für Cultural and Creative Studies
- Graduate School für Naturwissenschaft und Ingenieurwissenschaft
- Graduate School für Soziale Informatik
- Graduate School für International Management (MBA)
- Law School (Anwaltschule)
- Graduate School für Professional Accountancy

### Forschungsinstitute der Universität
- Research Institute of Aoyama Gakuin University
- Economics Research Center
- Business Law Research Center
- SACRE
- Global Business Research Center
- Global Politics and Economy Research Center
- Information Science Research Center
- WTO Research Center
- Center for Advanced Technology
- Center for Machinery Analysis

## Universitätseinrichtungen

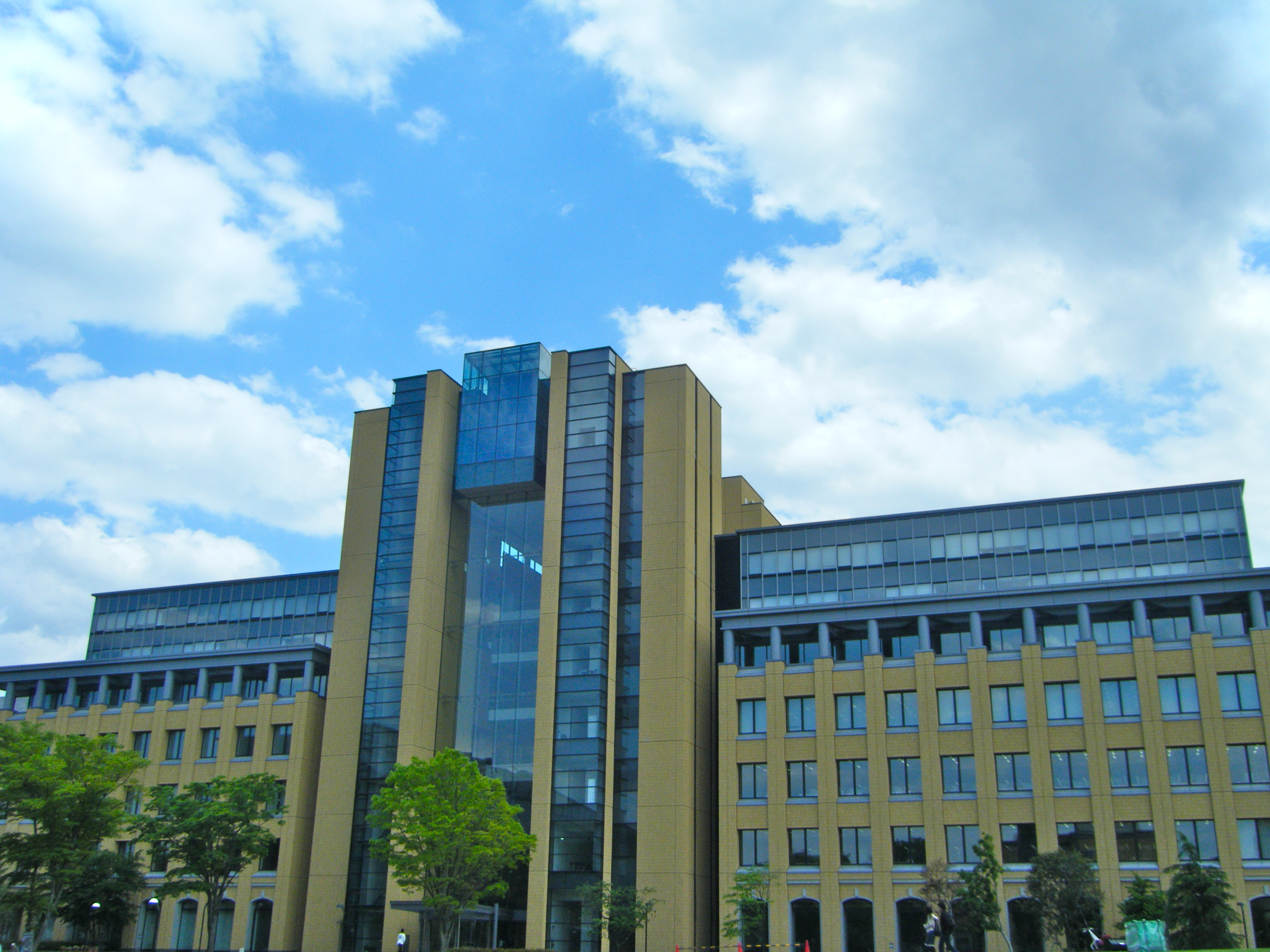
Sagamihara-Campus

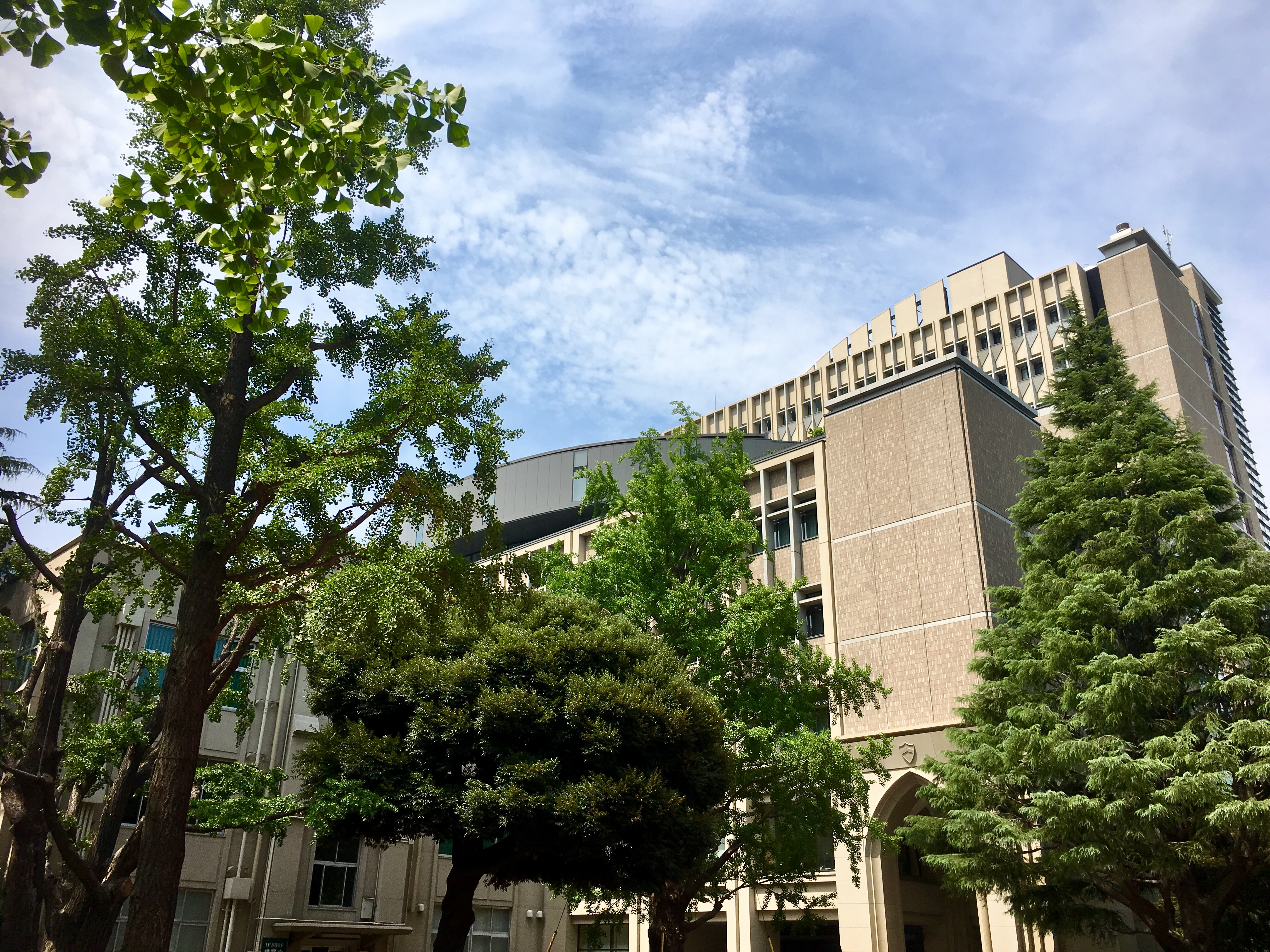
Universitätsbibliothek

## Anzahl der Studenten
Im Mai 2020 studierten über 18.000 Studenten an der Universität davon über 9000 Frauen. Bis zum Mai 2020 gab es zudem über 226.000 Absolventen.

## Akademisches Lehrpersonal
Die Universität beschäftigt 477 festangestellte akademische Lehrer, davon 73 Frauen. Dazu kommen 1.176 nebenberufliche Dozenten.

## Campusgelände
Die Gebäude der Universität haben eine Nutzfläche von insgesamt 259.108 m².
Christliche Universitäten online verkündete „Die 50 schönsten christlichen College & Universitätscampusse der Welt“. Der Aoyama Campus belegte den zweiten Platz. Der Campus wurde aufgrund seiner Lage, zweier eingetragener materieller Kulturgüter und beeindruckender Baumreihen hoch bewertet.

### Aoyama-Campus
Der Campus in Shibuya, Tokio (35° 39′ 40,3″ N, 139° 42′ 37,9″ O) hat eine Fläche von 72.620 m².
Der Campus Shibuya liegt im Osten des Stadtteils Shibuya an der U-Bahn-Station Omote-Sandō, ist aber auch vom JR Bahnhof Shibuya innerhalb von zehn Minuten zu Fuß zu erreichen.

### Sagamihara-Campus
Der Campus in Sagamihara (35° 34′ 0,7″ N, 139° 24′ 10,4″ O) belegt 157.208 m².

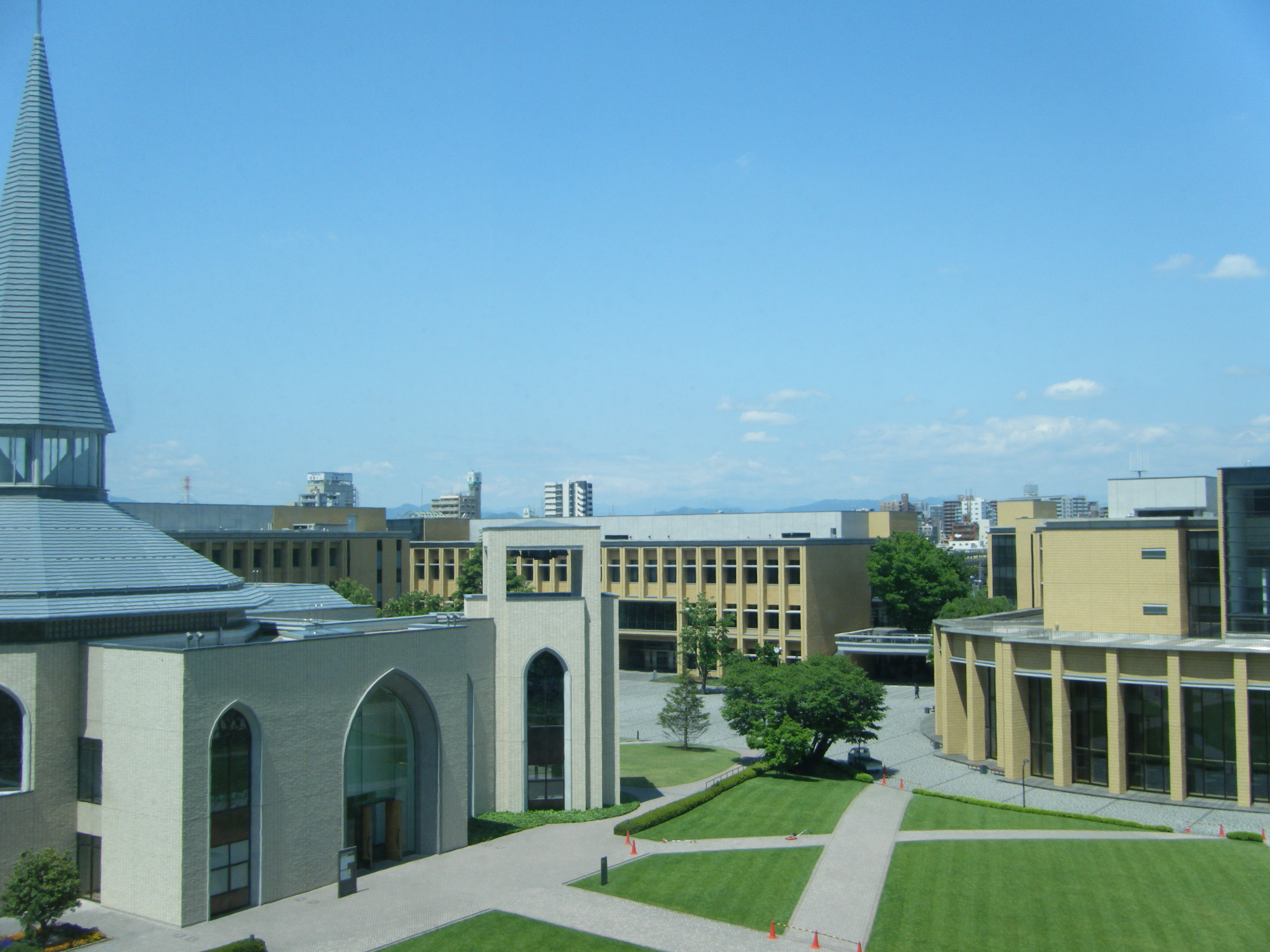
Campus in Sagamihara

Der Campus Bezirk Chūō von Sagamihara, Kanagawa wurde 2003 eröffnet; gleichzeitig wurden bisherige Campusgelände in Atsugi und Setagaya aufgegeben.

## Zulassung ausländischer Studenten

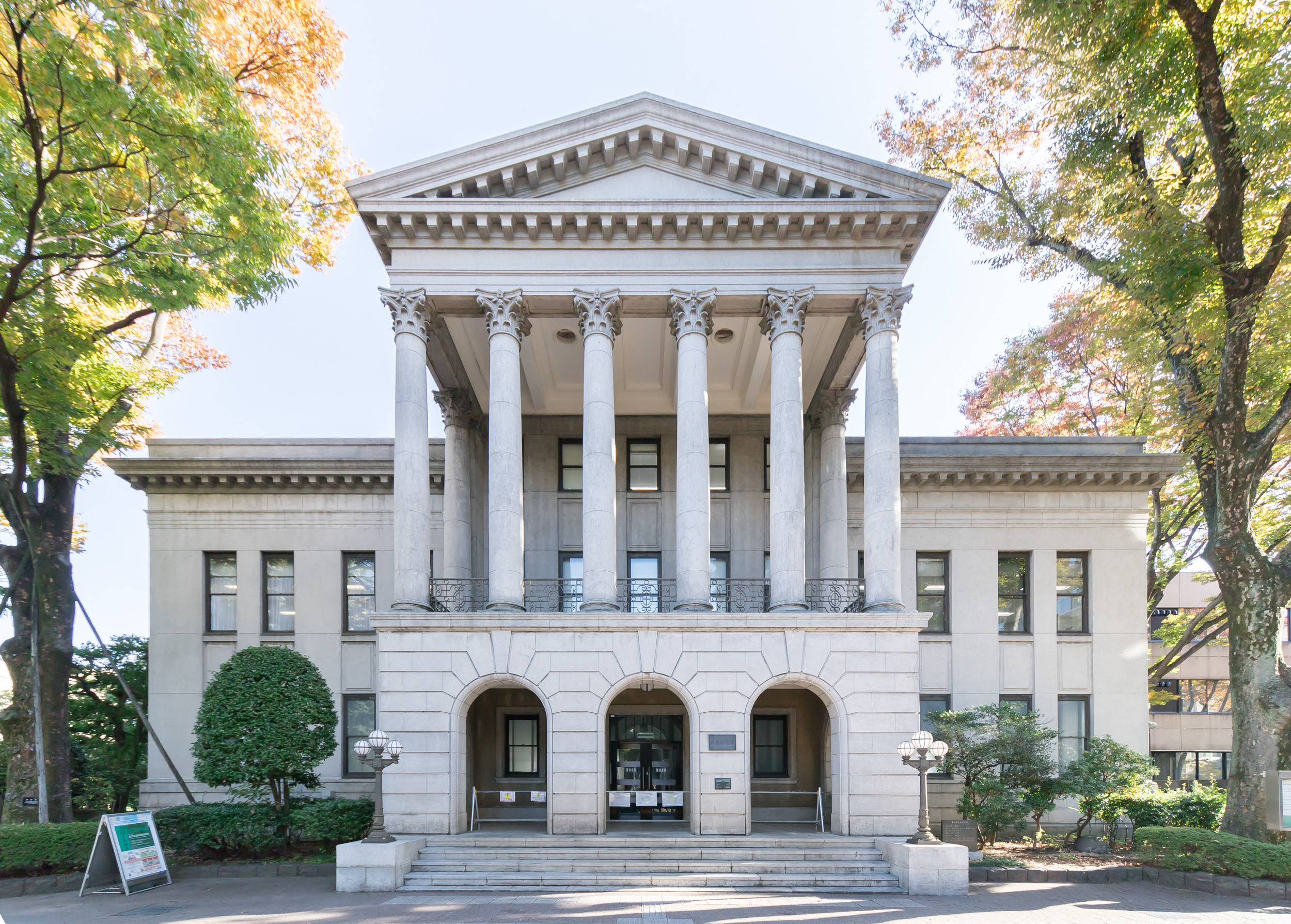
Majima Memorial Hall

Ausländische Studenten können sich für ein Studium in den Fakultäten oder in den Masterkursen bewerben.
Bewerber aus Deutschland für ein Studium in einer der Fakultäten müssen über 18 Jahre alt sein. Da Vorlesungen überwiegend auf Japanisch gehalten werden, sind japanische Sprachkenntnisse erforderlich. Dementsprechend sind schriftliche und mündliche Aufnahmeprüfungen in japanischer Sprache vorgesehen.

## Partneruniversitäten
in Deutschland:
- Heinrich-Heine-Universität Düsseldorf
- Universität zu Köln
- Universität Münster
- Universität des Saarlandes
- Universität Paderborn

## Bekannte Absolventen
- Takako Fuji (* 1972), Schauspielerin
- Keisuke Kuwata, Southern All Stars
- Masayuki Mori (* 1953), Filmproduzent
- Hiroshi Nakada (* 1964), Bürgermeister von Yokohama
- Renhō (* 1967), japanische Politikerin (DPJ)
- Nana Tanimura (* 1987), japanische Sängerin
- Kaho Shibuya (* 1991), japanische Webvideoproduzentin und ehemaliges Idol
- Kanon Takao (* 2002), japanische Synchronsprecherin, Musikerin und Idol